# 은광여자고등학교
은광여자고등학교(恩光女子高等學校)는 대한민국 서울특별시 강남구 도곡동에 위치한 강남 8학군 사립 고등학교이다.

## 학교 연혁
- 1946년 10월 15일 : 은광중고등학교 설립
- 2002년 12월 28일 : 학교법인 은광학원 이사장 국암 김승제 이사장 취임
- 2006년 1월 5일 : 학교법인 국암학원 명칭 변경
- 2007년 3월 2일 : 건학이념, 교훈 변경
- 2007년 3월 2일 : 교목(소나무), 교화(진달래) 변경
- 2016년 9월 1일 : 은광여자고등학교 제11대 윤미영 교장 취임
- 2017년 2월 9일 : 은광여자고등학교 제61회 졸업식

## 참고 자료
- 은광여자고등학교 - 한국교육학술정보원 학교알리미